# Giorgio Albertini

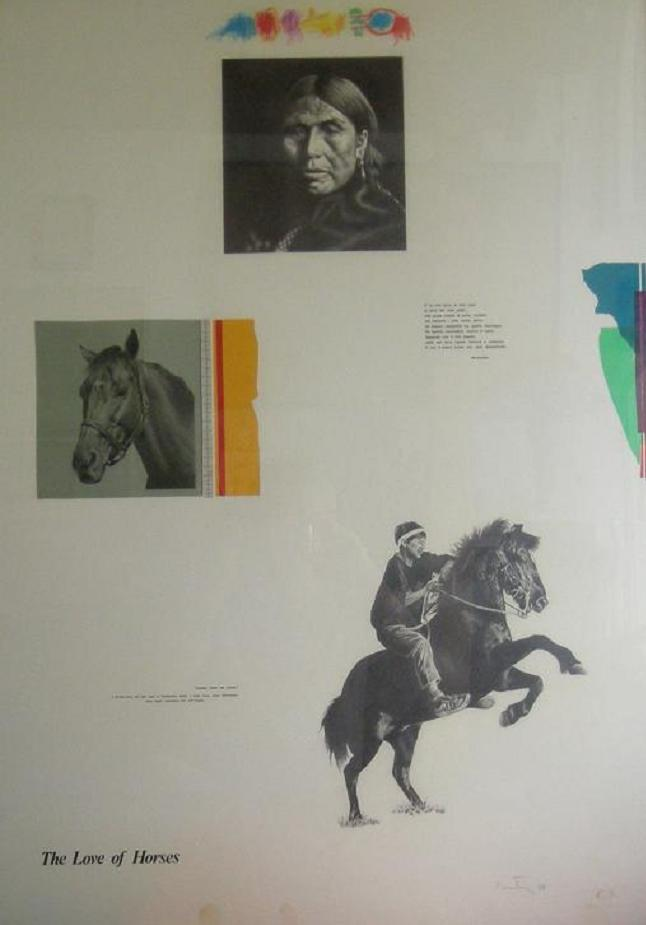
The Love of horses, 1978 (Casa Museo Francesco Cristina)

Giorgio Albertini (Milano, 20 giugno 1930 – 1º maggio 2020) è stato un pittore e fotografo italiano.

## Biografia
Inizia ad esporre all'inizio nel 1961 con una pittura di tipo post-informale, con accenti naturalistici, evidente ad esempio in Il bosco.
Nei primi anni '70, in contrapposizione alla Pop Art Romana (Schifano, Angeli e Festa), insieme a Baratella, De Filippi e Spadari, si orienta verso una figurazione basata sulla ricerca fotografica; le immagini ritrovare, ispirate a foto recuperate de vecchi album di famiglia, è una ricerca fondamentale che lo consacra tra i fondatori della Pop Art Milanese.
Segue una ricerca di stile più analitico, quasi iperrealista e vicino alla tecnica del trompe l'oeil, con l'uso della fotografia come mezzo produttivo, come evidente nei cicli London Inclusive tour  e The old west con i seducenti soldatini ed gli splendidi cavalli che escono dai pieghevoli dell'agenzia turistica.
Negli anni 80 lavora sul tema della natura morta altalenante tra l'immagine tratta dalla composizione pubblicitaria della carta patinata e la memoria di brani pittorici seicenteschi, con particolare riferimento ai lavori di Evaristo Baschenis nella mostra “Musica e dintorni”. 
Nel 1982, con il ciclo delle “Acquamorfosi”, A. riproduce fedelmente le gondole, le case e i palazzi di Venezia e Burano sulla superficie delle acque dei canali. Proprio questi «effetti fotodinamici» saranno alla base della riscoperta dell'informale. 

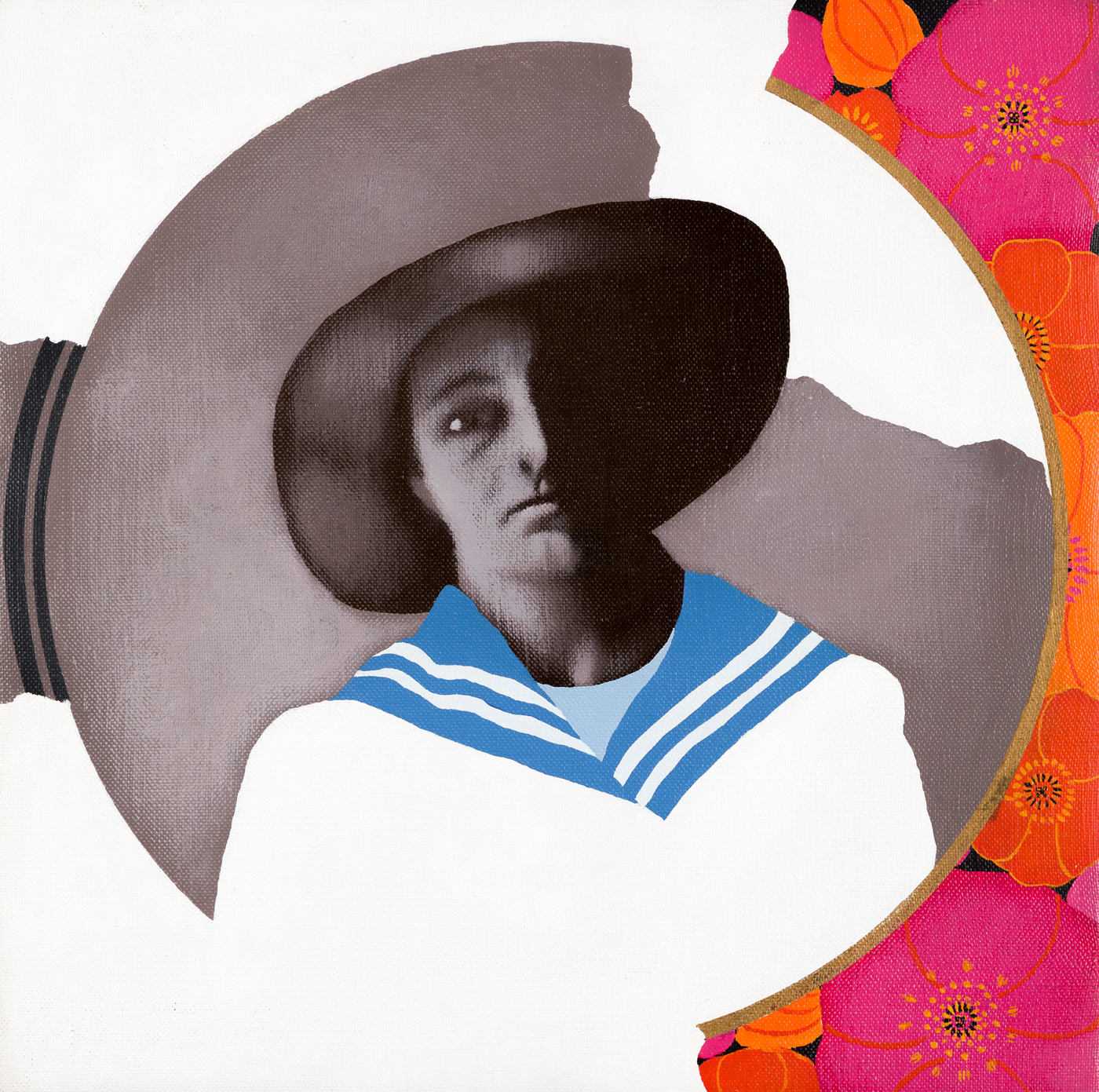
Albertini Giorgio - Album di famiglia 1972 (Parma, Collezione Privata)

In occasione della personale presso la Galleria Credito Valtellinese di Sondrio (1994) presenta una serie di vedute alpine in bilico tra mec-art e iperrealismo, dove però viene esplicitata la sua fiducia senza riserve nel diretto e primario linguaggio della pittura.
Ha insegnato alla NABA (Nuova Accademia di Belle Arti di Milano) ed esposto in importanti gallerie pubbliche e private in Italia e all’estero, partecipando a Fiere d’arte internazionali, quali: Bologna, Miart, Padova, Lugano, Bari, Washington, New York, Chicago, Bruxelles e Londra.

## Giorgio Albertini nei musei
- MAGI '900 di Pieve di Cento (BO)
- Civiche raccolte d'arte di palazzo Marliani-Cicogna, Busto Arsizio (VA)

## Mostre
- Milano, Galleria Vinciana, 1972
- Milano, Galleria Bergamini, 1976
- Bruxelles, New Smith, 1976
- Alessandria, Sala Comunale d'Arte Contemporanea, 1979
- Milano, Galleria Gastaldelli, 1979
- Milano, Studio Palazzoli, 1980
- Milano, Scuole Gianni Rodari, 1984
- Milano, Galleria Steffanoni, 1991
- Sondrio, Galleria del Credito Valtellinese, 1994
- Bergamo, Galleria Casati, 1996
- Cremona, Galleria Il Triangolo, 1997
- Lodi, Chiesa di San Cristoforo, 1999
- Gallarate, Civica Galleria di Gallarate, 2000
- Seregno, Galleria Mandelli, 2001
- Giussano, Villa Sartirana, 2006
- Milano, Riflessioni. Giorgio Albertini, Manifesto Blanco, 2017

Nella collezione di Casa Museo Francesco Cristina figurano altre 5 Opere acrilico su tela di Giorgio Albertini.

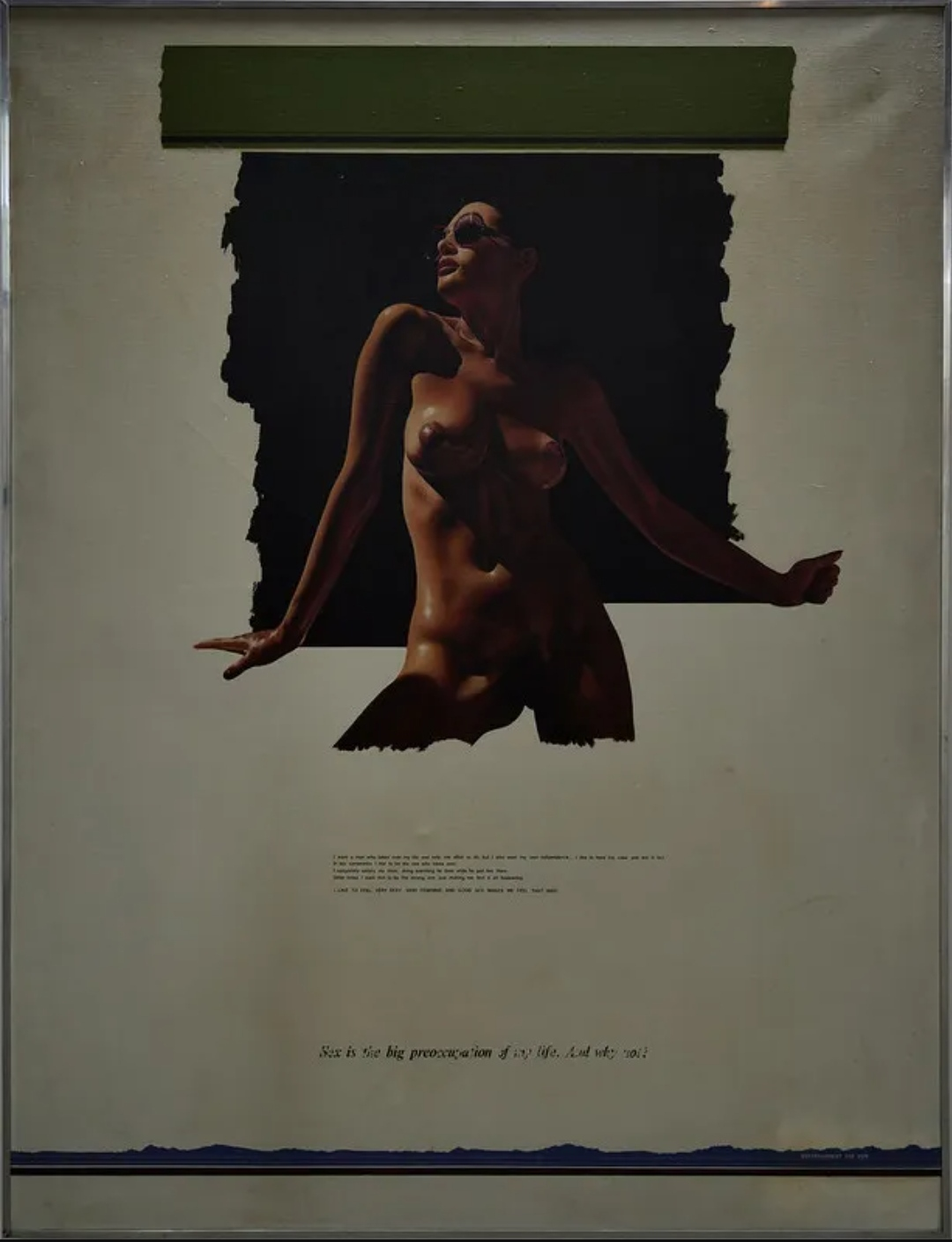
Entertainment for Men (1972)
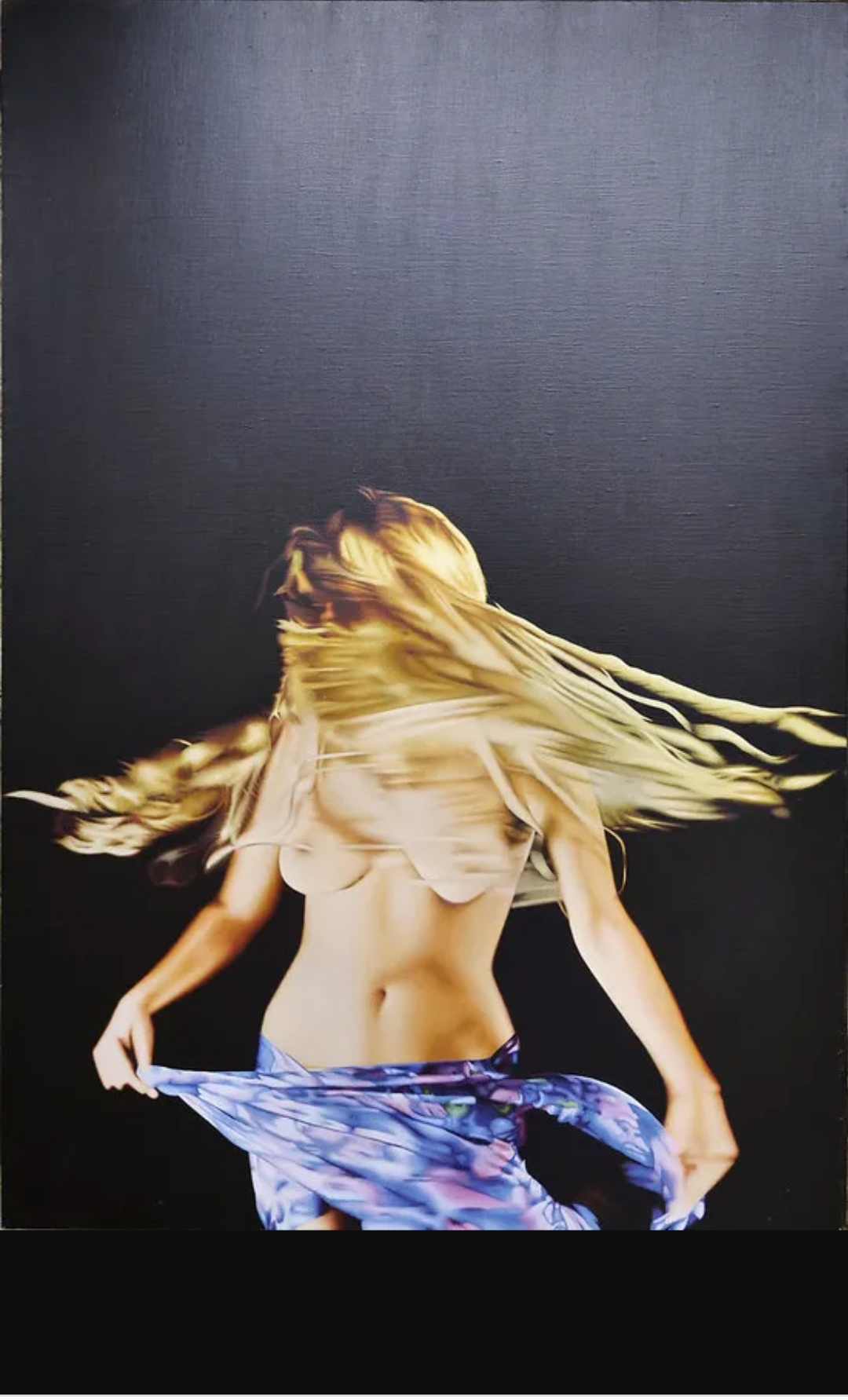
Forma Fluens Nudo (1988)
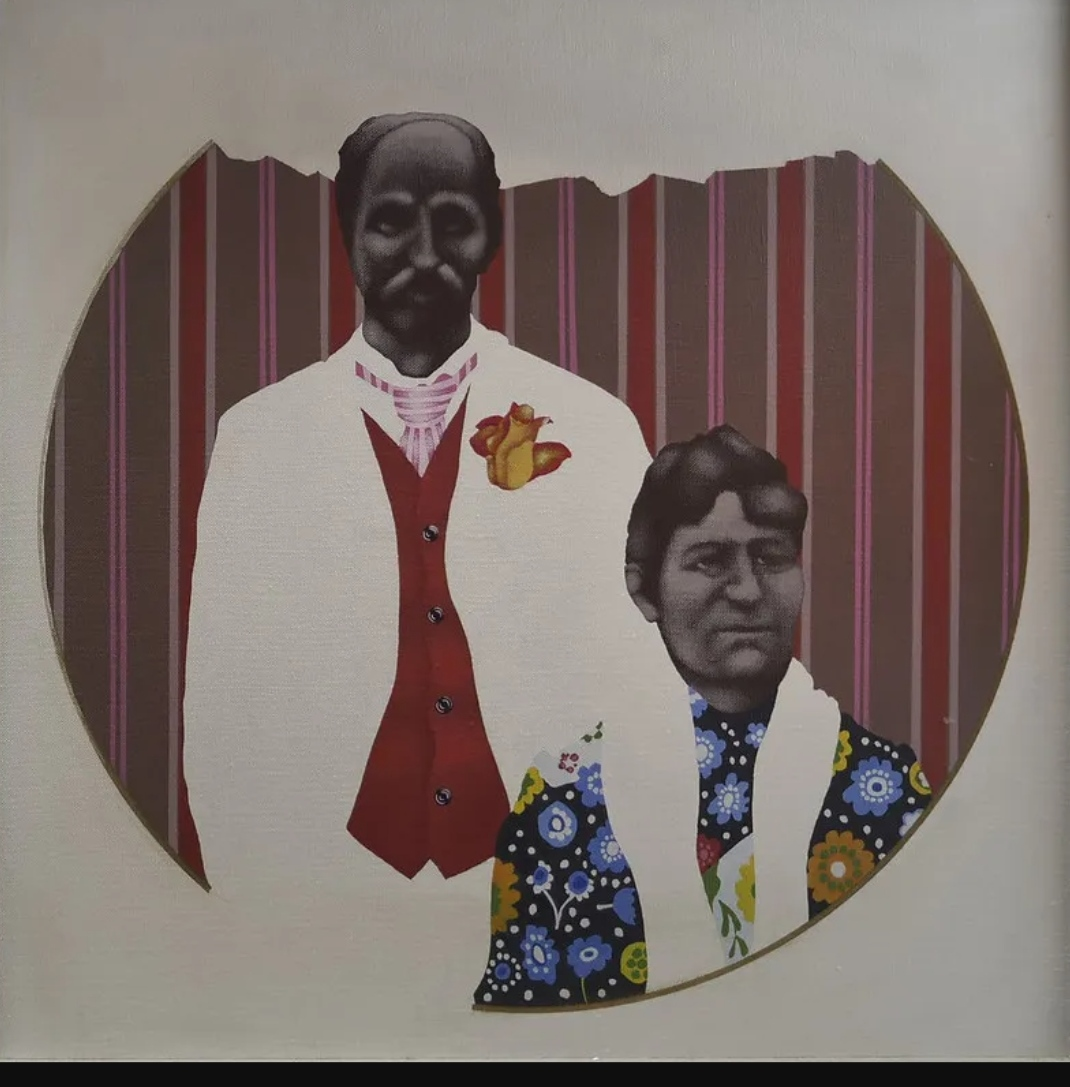
Gli Sconosciuti (1972)
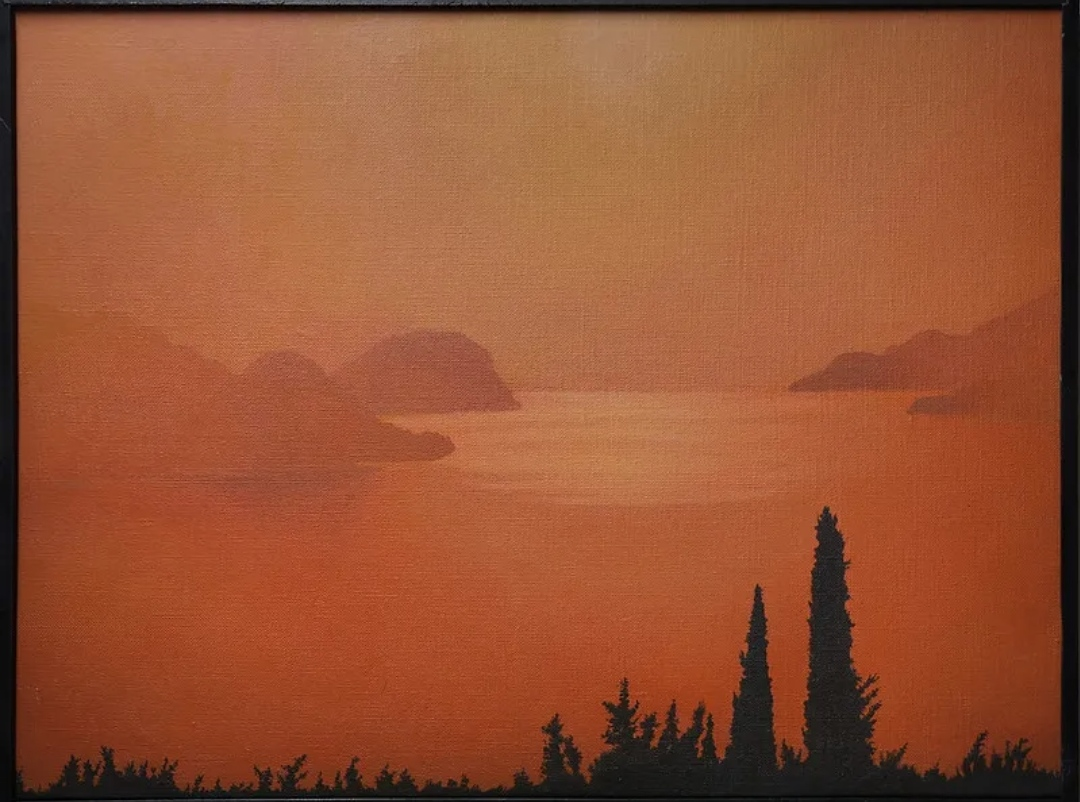
Bellagio (2010)
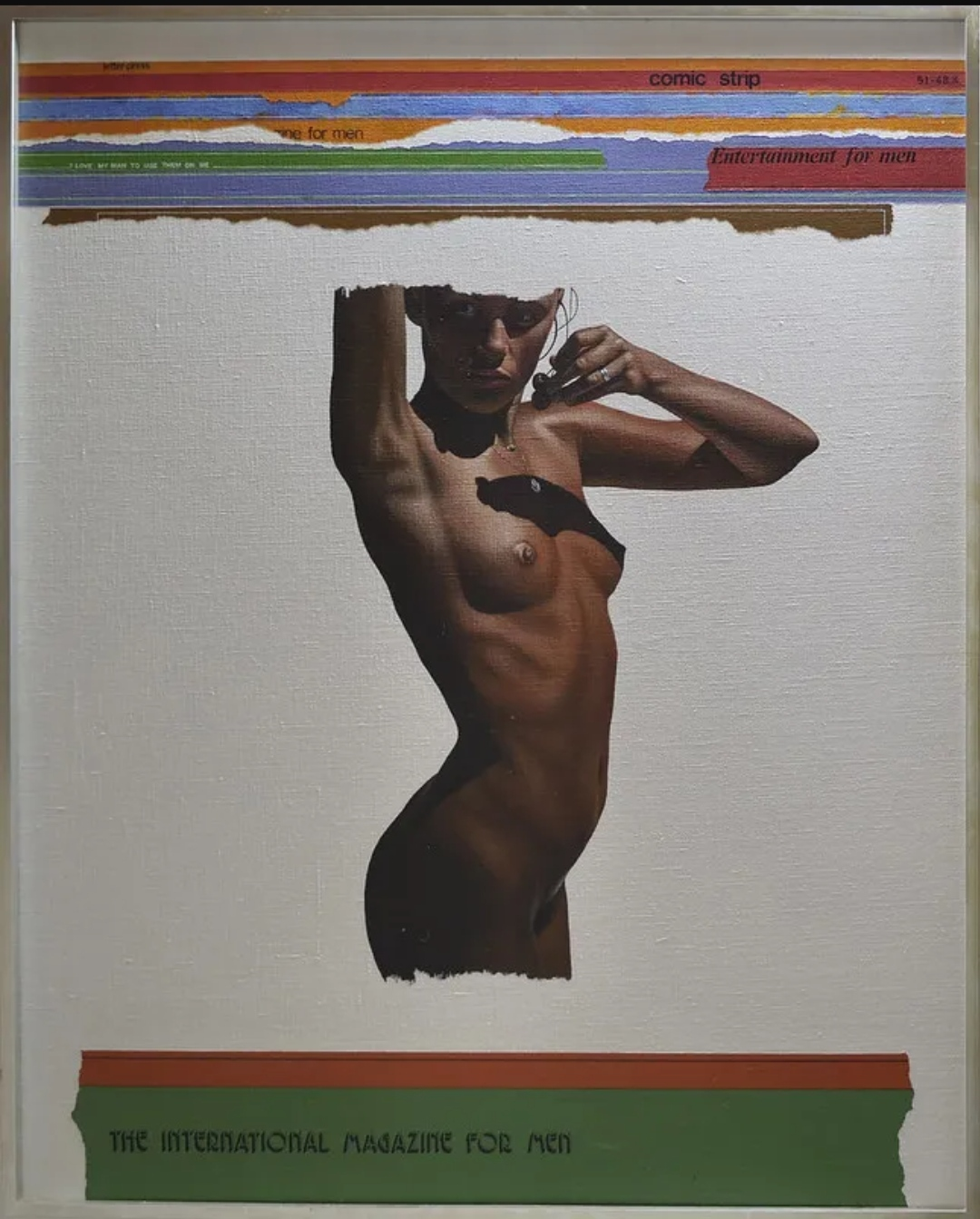
Divertimento per Uomini (1977)